# Andøya Spaceport

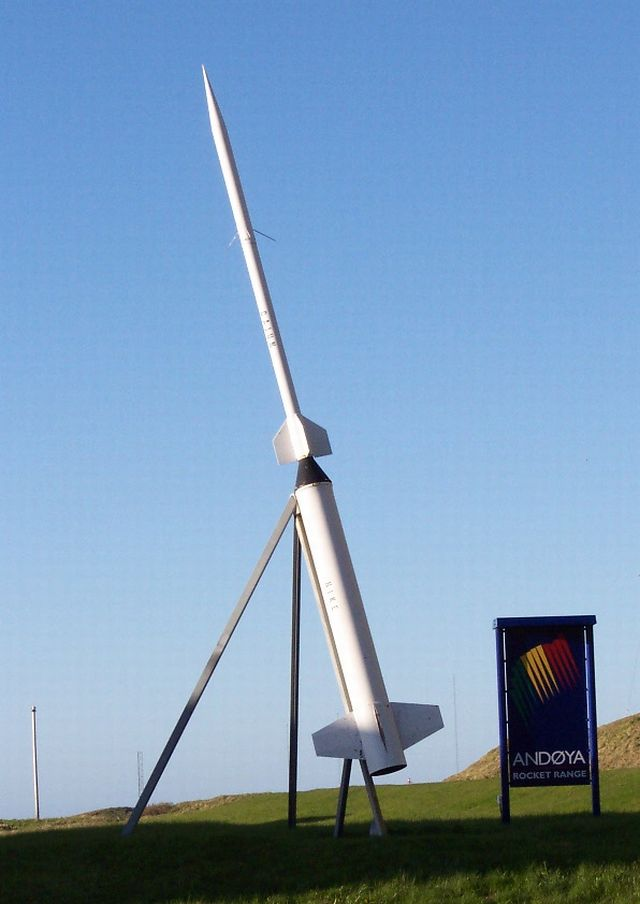
Eingangsbereich des Startplatzes

Der Andøya Spaceport ist ein Weltraumbahnhof auf dem Gelände des Raketenstartplatzes Andoya (Andøya Rakettskytefelt), einem Startplatz für Raketen und Forschungsballons auf der nordnorwegischen Insel Andøya. Der erste Raketenstart von Andøya fand am 18. August 1962 statt. Unter dem Projektnamen Ferdinand 1 erreichte eine Nike-Cajun-Rakete eine Höhe von 100 km. Seitdem wurden über 700 Höhenforschungsraketen von dort gestartet. Die größte Gipfelhöhe betrug 1460 km und wurde am 18. Januar 2008 von einer Black Brant 12 der NASA erreicht.
Seit 1996 findet hier auch das European Space Camp für Jugendliche und junge Erwachsene statt.

## Raketenstarts mit deutscher Beteiligung
Der Raketenstartplatz Andøya wurde vom Deutschen Zentrum für Luft- und Raumfahrt (DLR) im Rahmen von dessen Programm SHEFEX für den Start der Experimentalkörper SHEFEX I und SHEFEX II ausgewählt. SHEFEX-I startete am 28. Oktober 2005 auf einer zweistufigen Höhenforschungsrakete bestehend aus VS-30-Unterstufe und einer HAWK-Rakete als Oberstufe. Am 20. Juni 2012 wurde SHEFEX II mittels einer zweistufigen brasilianischen Feststoffrakete vom Typ VS-40 auf eine Höhe von 176 km geschossen.
Die Betreibergesellschaft Andøya Space eröffnete am 2. November 2023 im Beisein von Kronprinz Haakon von Norwegen den Andoya Spaceport mit einem Startplatz für die Orbitalrakete Spectrum des deutschen Raumfahrtunternehmens Isar Aerospace. Der Bau weiterer Startplätze sei geplant.
Der erste Start der Spectrum von Andøya war ursprünglich für 2023 angepeilt und anschließend für den 25. März 2025 angekündigt. Er musste aber wegen zu starken Windes verschoben werden. Die Woche über wurden immer wieder Startversuche unternommen. Am 30. März 2025 startete die Rakete, geriet ins Trudeln und stürzte ab.

## Launchpads
Im Laufe der Jahre wurden auf dem Gelände des Raketenstartplatzes Andoya sechs Startplätze errichtet:
- Andoya Haugnes Tomahawk Sandia Startkomplex. Haugnes-Startbereich
- Andoya U3 S, Black Brant Startkomplex. Universal Launcher 3, Pad 7.
- Andoya Athena Black Brant Startkomplex.
- Andoya LC10 Sounding Rocket Launcher
- Andoya LC5 Sounding Rocket Launcher
- Andoya LC9 Sounding Rocket Launcher

Für Orbitalstarts der Spectrum wurde ein weiterer Startplatz gebaut:
- Pad A

## Weitere Einrichtungen
Andoya Space betreibt auch das geophysikalische Observatorium ALOMAR auf dem Berg Ramnan. Neben 2 Cassegrain-Teleskopen mit einem Spiegeldurchmesser von je 1,8 m verfügt dieses Observatorium mit dem MAARSY über das stärkste VHF-Radarsystem in Nordeuropa.

## Zwischenfälle
Am 25. Januar 1995 kam es zum sogenannten norwegischen Raketenzwischenfall. Als eine kanadische Höhenforschungsrakete vom Typ Black Brant XII eine Flugbahn verfolgte, die teilweise der einer Trident-Nuklearrakete ähnelt, lösten russische Radartechniker bei den Strategischen Raketentruppen Alarm aus. Infolgedessen wurde der russische Atomkoffer zu Präsident Jelzin gebracht und aktiviert. Als sich die Rakete ihrem beabsichtigten Ziel bei Spitzbergen näherte, beruhigte sich die Situation. Später stellte sich heraus, dass die Startankündigung in der russischen Bürokratie stecken geblieben war.